# 大六号镇
大六号镇是中华人民共和国内蒙古自治区乌兰察布市察哈尔右翼后旗下辖的一个镇。
2012年1月20日，内蒙古自治区人民政府批复同意从贲红镇划出部分区域，设置大六号镇，大六号镇辖丰裕、晨阳、大西沟、南梁、恒义隆、羊盘洼、庙湾、大六号8个村，镇人民政府驻大六号。

## 行政区划
大六号镇下辖以下村级行政区划单位：
大六号村、庙湾村、羊盘洼村、恒义隆村、晨阳村、大西沟村、丰裕村和南梁村。